# Gunvor Ryding
Gunvor Ingegärd Ryding, född 28 juni 1918 i Göteborg, död 16 juni 1991 i Västra Frölunda, var en svensk industritjänsteman och politiker (vpk).
Ryding, som var dotter till lagerchef Gustaf Lidholm och Ester Olsson, avlade realexamen 1935 och genomgick handelsutbildning 1937. Hon var korrespondent hos AB Pumpindustri från 1947. Hon var ledamot stadsfullmäktige i Göteborgs stad 1955–1962 och innehade flera kommunala uppdrag 1954–1962. Hon var riksdagsledamot i andra kammaren 1963–1970 för Göteborgs stads valkrets. Hon var också ledamot i den nya enkammarriksdagen 1971–1976. Hon utgav Kvinnokamp–Klasskamp (tillsammans med Barbro Backberger och Eivor Marklund, 1973) och skrev artiklar i politiska frågor.